# Euphylidorea pacalis
Euphylidorea pacalis är en tvåvingeart som först beskrevs av Alexander 1949.  Euphylidorea pacalis ingår i släktet Euphylidorea och familjen småharkrankar. Inga underarter finns listade i Catalogue of Life.